# Klimabündnis Tirol
Der Verein Klimabündnis Tirol ist die regionale Koordinationsstelle des Klimabündnis in Tirol und als eigenständiger Verein organisiert. Es besteht eine enge Kooperation mit Klimabündnis Österreich.

## Geschichte
Im Jahr 1993 wurde das Land Tirol Mitglied beim internationalen Klimabündnis. Aus der, aus diesem Anlass gegründeten, Arbeitsgruppe entstand im Jahr 1998 der Verein Klimabündnis Tirol. Er versteht sich als Teil der globalen Klimabündnis-Idee und arbeitet mit Klimabündnis Österreich sowie dem europäischen Klimabündnisverein zusammen.
Mit Stand Jänner 2024 weist der Verein neben dem Land Tirol 80 Städte und Gemeinden als Mitglieder auf sowie 135 Betriebe und 60 Bildungseinrichtungen als assoziierte Mitglieder.
Im April 2023 wurde René Zumtobel als Nachfolger von Ingrid Felipe bzw. der interimistischen Obfrau Cornelia Hagele zum Obmann gewählt.

## Projekte
Neben der laufenden Betreuung der Mitglieder führt Klimabündnis Tirol verschiedene Projekte durch. Dazu zählen die Interreg-Projekte „Gemeinden Mobil“ und „Schulen Mobil“, der Autofreie Tag, der Tiroler Fahrradwettbewerb, Green Events Tirol, Links4Soils, DoppelPlus, Pedibus und weitere Projekte.